# Fermin Muguruza eta Dut
Fermin Muguruza eta Dut va ser una formació musical basca sorgida de la col·laboració entre el músic Fermin Muguruza (Kortatu, Negu Gorriak) i el grup de hardcore Dut.
Negu Gorriak es va dissoldre el 1996 i des de llavors no se sabia res del que feia Fermin Muguruza. El novembre del 1997, va aparèixer un comunicat de premsa en què Muguruza i el grup d'Hondarribia Dut (amb dos àlbums musicals al mercat: Dut, 1995 i At, 1996) van afirmar que estaven enregistrant un àlbum nou.
La col·laboració va néixer arran de la proposta del segell xilè Alerce perquè Muguruza escrigués una cançó («El derecho de vivir en paz») per a un àlbum d'homenatge a Víctor Jara. El juliol del 1997 ja havia gravat una versió que havia fet arribar a Dut, juntament amb més material escrit, perquè hi anessin treballant.
Cap al novembre, ja eren a Biarritz enregistrant un disc, que contenia onze cançons, inclosa «El derecho de vivir en paz». Ireki Ateak («obrint les portes») va ser publicat a la darreria del 1997. El disc combinava la contundència sonora de Dut amb les noves experimentacions de Muguruza en l'àmbit del jungle i el drum and bass.
A la primeria de gener del 1998, el grup va llançar una àmplia gira internacional que els va portar per Europa (França, Alemanya i Suïssa) i part de l'Amèrica Llatina (Cuba, Colòmbia, Veneçuela, l'Argentina i l'Uruguai), a més del País Basc, Catalunya i Madrid. Els concerts eren espectacles que en què participava també la companyia de teatre Gaitzerdi.
El disc d'homenatge es va acabar editant el 2001. Malgrat que Muguruza, en alguna ocasió, va deixar la porta oberta a gravar un altre disc amb Dut, l'aventura es va acabar amb la gira del 1998.

## Membres
- Fermin Muguruza: veu principal.
- Xabi Strubell: guitarra, veu.
- Joseba Ponce: baix, veu.
- Galder Izagirre:  bateria, txalaparta, veu.

## Discografia
- Ireki Ateak (Esan Ozenki, 1997).
- «El derecho de vivir en paz» a Tributo Rock a Víctor Jara (Alerce, 2001). CD.
- «Aizkorak zorroztu» a Independentzia 10 Urtez' (Esan Ozenki, 2001). CD.